# Сохраб
Сохраб или Сухраб (персијски: سهراب) је лик из Шахнаме, или Књиге о краљевима, коју је написао Фирдуси. Прича приповеда о трагедији Ростама и Сохраба који воде двобој а не знају да су син и отац. Мотив познат и у другим народним традицијама. Сохраб је био син Ростама, који је био ирански ратник, и Тахмине, ћерке краља Самангама, суседне земље. Убијен је млад од стране свог оца, Ростама. Ростам је тек схватио да је то његов син након што га је смртно ранио у двобоју. Каи-Кавус, краљ Ирана, одлагао је давање лековитог напитка који би спасио Сохраба, јер се плашио да изгуби своју моћ због савеза оца и сина. Ростам је дао Тахмини наруквицу као подсетник на њиховог сина и напусио је Тахмину након брака.
Његово име буквално значи Црвен из водеو у смислу „предивно и блиставо лице“.